# Джон Фрушанте
Джон Ентоні Фрушанте (англ. John Frusciante /fruːˈʃɑːnteɪ/, 5 березня 1970, Квінс, Нью-Йорк, США) — відомий американський гітарист, вокаліст, автор пісень та музичний продюсер. Найзнаніший як гітарист гурту «Red Hot Chili Peppers», з яким він записав шість студійних альбомів; також веде активну сольну діяльність: випустив 10 альбомів під власним іменем, два з Джошем Клінгоффером і Джо Лаллі, як гурт «Ataxia». Сольні роботи — розмаїття елементів експериментального року, амбіент-музики, «нової хвилі» та електроніки. Черпаючи різних жанрів, Фрушанте висловлює свої емоції через гру на гітарі, надаючи перевагу вінтажним інструментам та аналоговому способу запису. 2010 року обраний найкращим гітаристом тридцятиліття за результатами голосування, проведеного BBC.
Фрушанте став членом гурту «Red Hot Chili Peppers» у свої 18 років, уперше засвітившись у їх альбомі «Mother's Milk» (1989) та добившись шаленого успіху «Blood Sugar Sex Magik» у наступному альбомі. Попри це, Фрушанте покинув гурт у 1992 році: він впадає в героїнову залежність та випускає перші сольні альбоми: «Niandra Lades and Usually Just a T-Shirt» (1994) та «Smile from the Streets You Hold» (1997). У 1997 він успішно проходить курс лікування від залежності і повертається до «Red Hot Chili Peppers», бере участь у записі альбому «Californication'». Після виходу наступних двох альбомів він знову покидає гурт у 2009. Його  творчість позитивно оцінили критики: Фрушанте посідає вісімнадцяте місце в списку «Топ 100 найкращих гітаристів усіх часів» за версією журналу «Rolling Stone».

## Біографія

### 1970—1987: дитинство та молоді роки
Фрушанте народився 5 березня 1970 в містечку Квінс, штат Нью-Йорк. Його батько, Джон Старший — професійний піаніст, а мати Гейл — колишня вокалістка, що покинула свою професію, щоб присвятити свій час материнству. Сім'я Фрушанте переїжджає в Тускон, штат Аризона, згодом у Флориду, де його батько працює суддею графства Бровард. Коли його батьки розлучаються, Джон разом з матір'ю переїжджає у Санта-Моніку, Каліфорнія.
Роком пізніше, Фрушанте та його мати переїжджають до Мар Вісти, Лос Анджелес, уже разом зі своїм вітчимом, котрий, по словах Фрушанте, «дуже підтримував мене та змусив мене відчути насолоду бути митцем». Як і багато молодих людей на цій території, він відразу став членом руху панк-року в Лос-Анджелесі. В дев'ять він захопився музикою The Germs, послухавши кілька їхніх платівок. В десять він уже міг грати більшу частину їх пісень, налаштувавши гітару таким чином, що один акорд можна було затискати лише одним пальцем. Через деякий час Фрушанте почав брати уроки гри на гітарі від викладача, який і представив йому вперше музику Red Hot Chili Peppers.
В одинадцять років Фрушанте почав досліджувати таких гітаристів як Джефф Бек, Джиммі Пейдж та Джимі Хендрікс. Після оволодіння блюзовою гаммою він відкрив для себе Френка Заппу, чию музику він досліджував годинами. В шістнадцять він вибув з школи з дозволу його батьків після закінчення тесту на працевлаштування. З їхньою підтримкою він переїжджає до Лос-Анджелесу щоб далі розвивати свою музичну кваліфікацію. Фрушанте відвідує заняття в Гітарний Інститут Технології (Guitar Institue of Technology), але згодом покидає його.

### 1988—1992: Red Hot Chili Peppers
У п'ятнадцять років Фрушанте вперше потрапляє на концерт Red Hot Chili Peppers і незабаром стає їх великим прихильником. Він ідеалізував гітариста Хіллела Словака, котрий на його думку був творцем усіх гітарних та басових партій в перших трьох альбомах гурту. Він зблизився зі Словаком, вони навіть говорили про можливе приєднання Фрушанте до Chili Peppers:
|  | ...Хіллел запитав мене, "Чи ти б продовжував любити Red Hot Chili Peppers, навіть якби вони стали настільки популярні, що зіграли на Форумі?". Я сказав, "Ні. Це б усе зіпсувало. Найкраща ознака гурту в тому, що слухачі мають відчувати себе частиною цього гурту". "В них на виступах було дійсно цікаве відчуття, ніби в аудиторії, що стрибала туди-сюди, не було ніякого смутку. Я навіть не дивився на виступ. Я настільки захоплювався, що весь час просто крутився на місці та брав участь в слемах. Я відчував себе, ніби я частина гурту, як і решта чутливих слухачів в аудиторії... |

Фрушанте потоваришував з Д. Г. Пелігро, колишнім ударником Dean Kennedys, на початку 1988. Вони часто імпровізували і Пелігро запрошував свого друга Флі(«Flea», басист Red Hot Chili Peppers). Фрушанте та Флі відразу знайшли спільну творчу хімію. Пізніше Флі визнає, що це були дні, коли він вперше зіграв басовий риф до пісні «Nobody Weird Like Me». Приблизно в цей самий період Фрушанте брав участь на прослухування до гурту Френка Заппи, проте поміняв рішення в останній момент, коли дізнався, що Заппа строго забороняє в себе незаконне використання наркотиків. Фрушанте говорить, «Я зрозумів, що хочу бути рок зіркою, вживати наркотики і мати дівчат, але я б не зміг цим займатись, якби я приєднався до гурту Френка Заппи.»
Хіллел Словак помирає від передозування героїном в 1988, а барабанщик Red Hot Chili Peppers, Джек Айронс покидає гурт, неспроможний прийняти смерть Словака. Залишись удвох, Флі та вокаліст Ентоні Кідіс, бажаючи грати далі, формують новий склад. За барабани сідає Пелігро, а екс-гітарист P-Funk, ДіВейн «Blackbyrd» МакНайт, заміняє Словака. Проте McKnight не міг об'єднатись з рештою гурту в музичному плані. Флі пропонує провести прослухування з Фрушанте, чиє бездоганне знання репертуару Chili Peppers було лише на перевагу. Флі та Кідіс прослухали його та згодились, що Фрушанте є хорошою заміною МакНайту, котрого відразу ж звільнили. Коли Флі зателефонував Фрушанте з цією новиною, той просто вибухнув від радості: він побіг по дому з криками задоволення і стрибнув на стіну, залишивши там сліди від взуття. Він якраз збирався підписувати контракт з Thelonious Monster, з котрим виступав уже кілька тижнів, проте змога стати членом Chili Peppers заставила його поміняти свої плани.
Проте Фрушанте не був знайомий із жанром «фанк» гурту Red Hot Chili Peppers: «До того, як я приєднався до групи, я не був обізнаний у фанк-музиці. Проте я вивчив все, що тільки можна, щоб знати, як надати хорошого звучання з Флі, вивчаючи гру Словака, від чого я і відштовхувався.» Через кілька тижнів після формування нового складу, Пелігро, чия техніка сильно страждала у зв'язку із сильною наркотичною залежністю, був звільнений. Його місце займає Чад Сміт, з яким у новому складі вони записують свій перший альбом Mother's Milk (1989). Фрушанте зосередився на наслідувані стилю Словака замість того, щоб впровадити власне звучання до музики гурту. Продюсер Майкл Війнхорн не погоджувався і хотів, щоб Фрушанте грав із нехарактерним хеві-металічним тоном, відсутнім у попередніх трьох платівках гурту. Фрушанте та Вейнхорн часто сперечались на тему звучання гітари та нашарування, але Бейнхорн наполягав на своєму, бо Фрушанте відчував тиск з боку більшої освіченості продюсера щодо запису. Кідіс згадує, що «[Бейнхорн] хотів, аби гітара Джона мала сильний, скрипучий, важкий, майже металічний звук, попри те, що раніше у нас було цікаве есід-рокове звучання, як і значною мірою легкі, сексуальні, фанкові гітарні тони.»
Для запису другого альбому Blod Sugar Sex Magik, Chili Peppers почали співпрацю з продюсером Ріком Рубіном. Рубін відчував, що для запису нового альбому потрібно було міняти облаштування, тож він запропонував старий особняк в Беверлі Хіллз, на що гурт і погодився. Фрушанте, Кідіс та Флі ізолювали себе там на час запису. Фрушанте та Флі іноді виходили на вулицю, проводячи більшу частину часу за курінням марихуани. Приблизно в цей час Фрушанте почав побічний проєкт з Флі там ударником Jane's Addiction, Стівеном Перкінсом, що називався The Three Amoebas (Три Амеби). Разом вони записали близько п'ятнадцяти годин матеріалу, котрий так ніколи і не випустили.
Blood Sugar Sex Magik став шалено популярним з дня випуску 24 вересня, 1991. Він посів третє місце в чартах Біллборд, і продався по всьому світові кількістю в 13 млн копій. Несподіваний успіх відразу ж перетворив Red Hot Chili Peppers в рок-зірок. Фрушанте був збентежений цією хвилею популярності, йому важко було пристосуватись. Незадовго після виходу альбому в нього почало розвиватись негативне ставлення до популярності гурту. Кідіс згадує у своїй автобіографії, як вони часто з Джоном сперечались після виступу: «Джон казав, 'Ми занадто популярні. Мені не потрібен такий успіх. Для мене достатньо було б виступати в маленьких клубах, як ви це робили ще два роки тому.» Пізніше Фрушанте говорив, що це було «надто високо, надто далеко і надто рано. Ніби все відбулось в один момент, і я просто не зміг з цим впоратись.» Він також почав відчувати, ніби доля відводила його все далі від гурту. Коли Chili Peppers розпочали світове турне, він почав чути голоси в себе в голові, що казали йому «ти не зможеш пройти через цей тур, ти повинен піти зараз.» Фрушанте визнає, що певний час він відчував задоволення від гедонізму, проте, «в свої двадцять, я почав робити це правильно і дивитись на це, як на артистичну експресію, замість простого розважання з дівчатами. Щоб це збалансувати, я повинен бути надзвичайно скромним, дуже анти-рок-зірковою натурою». Він відмовився вийти на сцену під час виступу в Токійському клубі Quattro 7 травня 1992, відверто сказавши, що він покидає гурт. Його вговорювали виступити, проте наступного ранку він вирушив до Каліфорнії. По його словах, «для мене просто неможливо було це продовжувати. Я дійшов до тієї точки, коли попри те, що вони хотіли, щоб я був в гурті, я відчував ніби мене звідти витиснули. Не через конкретних членів гурту чи керування взагалі, просто через напрямок, в якому це все рухалось.»

### 1992—1997: наркотична залежність
За чотири роки перебування у гурті у Фрушанте виробилась дуже сильна залежність до наркотиків. Окрім куріння марихуани він також використовував героїн і був на грані тотальної залежності від нього. Після повернення до Каліфорнії літом 1992, Фрушанте впав у сильну депресію, відчуваючи, ніби його життя завершилось і він уже не може писати музику чи грати на гітарі. Протягом довгого часу він займався живописом, продюсував 4 записи, які придумав ще в період запису Blood Sugar Sex Magik, писав короткі історії та сценарії на різні теми. Щоб якось подолати депресію, Фрушанте постійно збільшував дози героїну, що уже почало переростати у загрозу для його життя. Використання наркотиків для позбавлення депресії було для нього самостійним рішенням: «Мені було дуже сумно, але коли я вживав наркотики, я відчував себе щасливим, а отже я повинен був сидіти на них весь час. Я ніколи не відчував себе винним — я гордився тим, що був залежним.» Хоча він відкрито визнавав себе «наркоманом», його мислення було сильно спотворене через постійне перебування під дією наркотиків, він вірив що це єдиний спосіб «бути впевненим в тому, що ти залишаєшся в контакті з красою, замість того, щоб дозволити потворності світу заразити твою душу.»
Фрушанте випустив свій перший сольний альбом, Niandra Lades and Usually Just a T-Shirt, 8 березня, 1994. Незважаючи на загальну думку, що більшість треків були записані під перебуванням героїнової залежності в нього вдома в Беверлі Хіллз, Фрушанте каже, що «Цей альбом не був записаний коли я був залежним від героїну. Він вийшов коли я був залежним від героїну.»
Перша частина альбому Niandra Lades and Usually Just a T-Shirt була записана після завершення роботи над Blood Sugar Sex Magik; друга половина — наприкінці 1991 і на початку 1992, під час турне. «Running Away Into You» — єдина пісня, записана уже після його виходу з Chili Peppers. Альбом являє собою важку експериментальну авангардну композицію, метою якої стало вираження духовного та емоційного: "Я записав платівку, тому що я перебував у дійсно великому місці в себе в голові — воно було гігантським, духовним місцем, котре казало мені, що робити. Доки я підкоряюсь цим силам, усе завжди буде мати значення. Я можу грати на гітарі і сказати собі "зіграй щось лажове, « і коли я знаходжусь в цьому місці, воно буде звучати чудово. І це не має ніякого відношення до мене, хіба що в тому, що неможливо пояснити.» Niandra Lades and Usually Just a T-Shirt вийшов під лейблом American Recordings Ріка Рубінса. Warner Bros., лейбл гурту Chili Peppers, отримав права на альбом через позицію в контракті, зв'язаній з переривом контракту учасником, проте через склад альбому, лейбл радо віддав права власності Рубінсу, котрий і випустив платівку.
Стаття в газеті New Times LA описувала Фрушанте, як «скелета покритого шкірою», котрий в зв'язку зі своєю залежністю ледь не помер від зараження крові. Його руки покрились шрамами від надмірного вживання героїну та кокаїну. Наступні три роки він провів в себе в особняку в Беверлі Хіллз, стіни якого були сильно пошкоджені і розмальовані графіті. В цей період, його друзі Джоні Депп та Гіббі Хейнс зняли в нього вдома короткий документальний кліп, що так і вийшов, названий «Речі» (англ. Stuff), що зображує хаос, в якому жив Фрушанте. Пізніше дім Фрушанте, всі його вінтажні гітари і касети з записами, були знищені в пожежі, залишивши ледь живого Джона з серйозними опіками.
Фрушанте випускає другий сольний альбом, Smile from the Streets You Hold, в 1997. Перший трек альбому, «Enter a Uh», мав дуже шумне звучання та голосне істеричне скрипіння. Фрушанте також кашляє посеред запису, що показує його поганий стан здоров'я. По його власних словах, альбом вийшов, щоб заробити гроші на наркотики. Він відкликав його з продажу в 1999, проте зазначив, що вірить в високу якість матеріалу на записі і планує одного дня його перевипустити.

### 1997—2002: реабілітація і повернення в Red Hot Chili Peppers
У кінці 1997, після п'яти років героїнової залежності, Фрушанте зав'язує. Проте місяцями пізніше він все ще не може позбавитись залежності до кокаїну та алкоголю. В січні 1998, Фрушанте записується в Las Encinas, реабілітаційна клініка а Паседані, щоб розпочати повне одужання. Прибувши, йому поставили діагноз з потенційно летальною оральною інфекцією, від котрої можна було позбавитись лише видаливши всі зуби і замінивши їх зубними протезами. Також йому зробили пересадку шкіри, щоб виправити абсцеси на його порубцьованих руках. Приблизно через місяць, Фрушанте виписали з клініки і він знову повернувся в суспільство.
Повністю здоровий, Фрушанте почав жити духовнішим, естетичнішим життям. Він поміняв свою дієту, вживаючи більше рослинної їжі. Через заняття віпасаною та йогою він відкрив для себе ефект самодисципліни тіла. Щоб зберегти його духовну цілісність і зменшити вплив на музику, Фрушанте вирішив утримуватись від сексуальної активності, заявляючи: «Я почуваю себе добре і без цього.» Всі ці зміни в його житті привели до повної зміни ставлення до наркотиків:
|  | Я не потребую вживати наркотики. Я почуваю себе набагато вище весь час, тому що усвідомлюю суть того, що я присвятив себе тому, що дійсно люблю. Я навіть не думаю про них, це просто безглуздо. Між моєю відданістю бути найкращим музикантом і споживанням здорової їжі та заняттями йогою, я почуваю себе набагато краще, ніж коли я вживав наркотики кілька років тому. Я відчуваю себе найщасливішою людиною у світі. Ці речі зовсім мене не хвилюють, Я настільки горджусь цим - ви навіть не уявляєте собі. Це настільки прекрасна річ, готовим приймати життя, прийняти себе, не ховаючись за наркотиками, без відчуття гніву до тих, хто тебе любить. Є люди. які бояться втратити щось, але ви не втрачаєте нічого, доки не втратите самого себе. |

Незважаючи на досвід наркотичної залежності, Фрушанте не вважає цей період «темним» у своєму житті. Він описує цю частину як період відродження, під час якого він знайшов себе і очистив свій розум. Хоча через проблеми зі спиною він перестав практикувати йогу, він старається кожен день медитувати.
На початку 1998, Red Hot Chili Peppers звільнили гітариста Дейва Наварро і були на грані розпаду. Флі казав Кідісу, «єдиний шлях, коли я зміг би працювати далі [з Red Hot Chili Peppers], це якби Джон повернувся назад в гурт.» Так як Фрушанте звільнився від залежності, Кідіс та Флі вирішили, що це слушний час взяти його назад. Коли Флі відвідав дім Фрушанте і попросив його повернутись до групи, той почав плакати і сказав, що «ніщо у світі не зробить його щасливішим.» З поверненням Фрушанте за гітару, Chili Peppers почали запис нового альбому, Californication, що виходить у 1999. Повернення Фрушанте направило ключовий елемент звучання гурту, а також здорову мораль. З собою він приніс свою високу відданість музиці, що позначилася на стилі гурту під час запису. Фрушанте часто зазначав, що робота над Californication була його улюбленою.
Під час туру в підтримку альбому Californication, Фрушанте продовжував писати власні пісні, багато з яких вийшли в третьому сольному альбомі To Record Only Water for Ten Days 2001 року. Стилістика відрізнялась від попередніх робіт, проте звучання досі було дуже хриплим і неякісним. В роботі над альбомом, Фрушанте фокусується на синтезаторах, а не на гітарі.
У 2001, Фрушанте починає працювати над його четвертим альбомом з Red Hot Chili Peppers, що має назву By the Way; цей період він називає одним із найщасливіших у своєму житті. Він використав шанс, який давав йому новий альбом, щоб записувати нові найкращі пісні. Працюючи над By the Way, він також написав багато матеріалу, який пізніше використав для альбому Shadows Collide with People, як і композиції до фільму The Brown Bunny. Його мета удосконалити свою гру на гітарі для альбому була під сильним впливом бажанням наслідувати таким гітаристам, як Енді Партрідж, Джонні Марр та Джон МакГіч, або, як він казав, «люди, що використовували хороші акорди».

### 2002—2007: записи 2004 та Stadium Arcadium
Фрушанте записав велику кількість пісень під час та після туру By the Way. В лютому 2004, він розпочав побічний проєкт з Джо Лаллі англ. Joe Lally з Fugazi та Джошем Клінгхоффером (англ. Josh Klinghoffer), що назвався Ataxia. Разом за два тижні вони записали близько 90 хвилин матеріалу. Після двох діб в студії вони зіграли два шоу, провели ще два дні в студії перед тим, як розійтись.

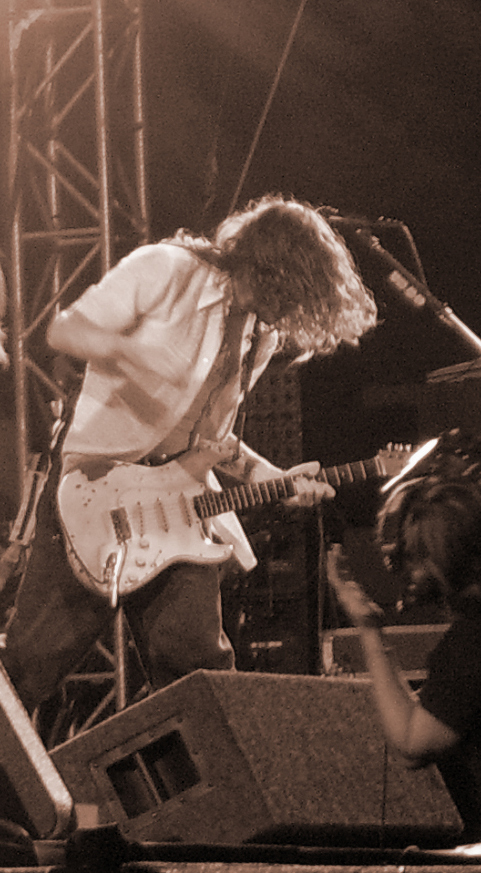
Фрушанте на Мадейському стадіоні в Редінгу, Англія, липень 2006

 24 лютого 2004, Фрушанте випускає свій четвертий сольний альбом Shadows Collide with People(укр. Тіні зіштовхуються з людьми). В ньому беруть часткову участь деякі з друзів Джона: Клінгоффер, Чад Сміт та Флі. В липні 2004 він оголосив, що збирається випустити ще шість альбомів протягом шести місяців: The Will to Death, Ataxia's Automatic Writing, DC EP, Inside of Emptiness, A Sphere in the Heart of Silence та Curtains. З випуском альбому Curtains, Фрушанте випускає свій дебютний кліп на пісню «The Past Recedes». Він прагнув спродюсувати ці платівки швидко та недорого на аналоговій плівці, обходячись без сучасних студійних та комп'ютерних записувальних технік.
На початку 2005, Фрушанте повертається в студію для роботи над п'ятим альбомом з Chili Peppers, що отримав назву Stadium Arcadium. Його гра на гітарі домінує у всьому альбомі, також він співає на бек-вокалі в багатьох піснях. Також на відміну від способу «чим простіше, тим краще» гри на гітарі, він починає використовувати повний двадцятичотирьохканальний мікшер для досягнення максимального ефекту. В аранжуванні він комбінує широкий спектр звуків та стилів, від фанкового звучання Blood Sugar Sex Magik до мелодійнішого на манер By the Way. Він також міняє свій підхід до гри, обираючи сольні партії виключно з імпровізації. Фрушанте також розширив використання гітарних ефектів, також використовуючи інші інструменти, як синтезатор чи мелотрон. Довгий час він працював з Рубіном, накладаючи кілька шарів гітарних доріжок, міняючи гармонії та використовуючи всі свої технічні ресурси.
Фрушанте розпочав співпрацю з Омаром Родрігезом-Лопезом та його гуртом The Mars Volta, займаючись вокалом та електронну інструменталізацію в їхньому альбомі De-Loused in the Comatorium. Він також записував гітарні соло на їх альбомі Frances the Mute 2005 року. В 2006, він допомагав The Mars Volta завершити роботу над їх третім альбомом Amputechture, записавши гітару на семи з восьми треків. В подяку, Родрігез-Лопез грав в кількох сольних альбомах Фрушанте, а також засвітився в альбомі Stadium Arcadium.

### 2007-дотепер: Вихід з Red Hot Chili Peppers та The Empyrean
Після того, як Ataxia випустила свій другий, він же і останній, альбом, AW II, Фрушанте почав пригальмовувати свою сольну діяльність. Після туру в підтримку Stadium Arcadium (початок травня 2006 до кінця серпня 2007), учасники Red Hot Chili Peppers погодились зробити творчу перерву. На початку 2008, Ентоні Кідіс підтвердив, що гурт зробив це через виснаження від постійної роботи ще з початку запису Californication. Фрушанте покинув гурт під час цієї перерви, але публічно не підтверджував свій вихід аж до грудня 2009.
Десятий сольний альбом, The Empyrean, вийшов 20 Січня 2009 під лейблом Record Collection. Запис та компонування альбому відбувалось в період між груднем 2006 та березнем 2008. В записі The Empyrean брали участь велика кількість музикантів, таких як Флі, Джош Клінгхоффер та колишній гітарист Smiths, Джонні Марр. Фрушанте каже, що він «дуже задоволений альбомом і багато його переслухував для отримання психоделічного досвіду, котрий той несе», пропонуючи слухати альбом «як найгучніше і бажано вночі у темних кімнатах»
15 грудня 2019 року на офіційній Instagram сторінці гурту Red Hot Chilli Peppers з'явилось повідомлення, що гурт вимушений попрощатися із Джошом Клінгхоффером і анонсував повернення Джона в колектив RHСP.

## Дискографія
- Niandra Lades and Usually Just a T-Shirt (1994)
- Smile from the Streets You Hold (1997)
- To Record Only Water for Ten Days (2001)
- From the Sounds Inside (2001)
- Shadows Collide with People (2004)
- The Will to Death (2004)
- Inside of Emptiness (2004)
- Curtains (2005)
- The Empyrean (2009)
- PBX Funicular Intaglio Zone (2012)
- Enclosure (2014)